# کانی کوزله (سنندج)
کانی کوزله (به کوردی کانی کوزه‌له)، نام یکی از محله‌های شهر سنندج است.

## تاریخچه
این محله با گسترش شهر به سنندج اضافه شد.